# 塞尔吉奥·格拉

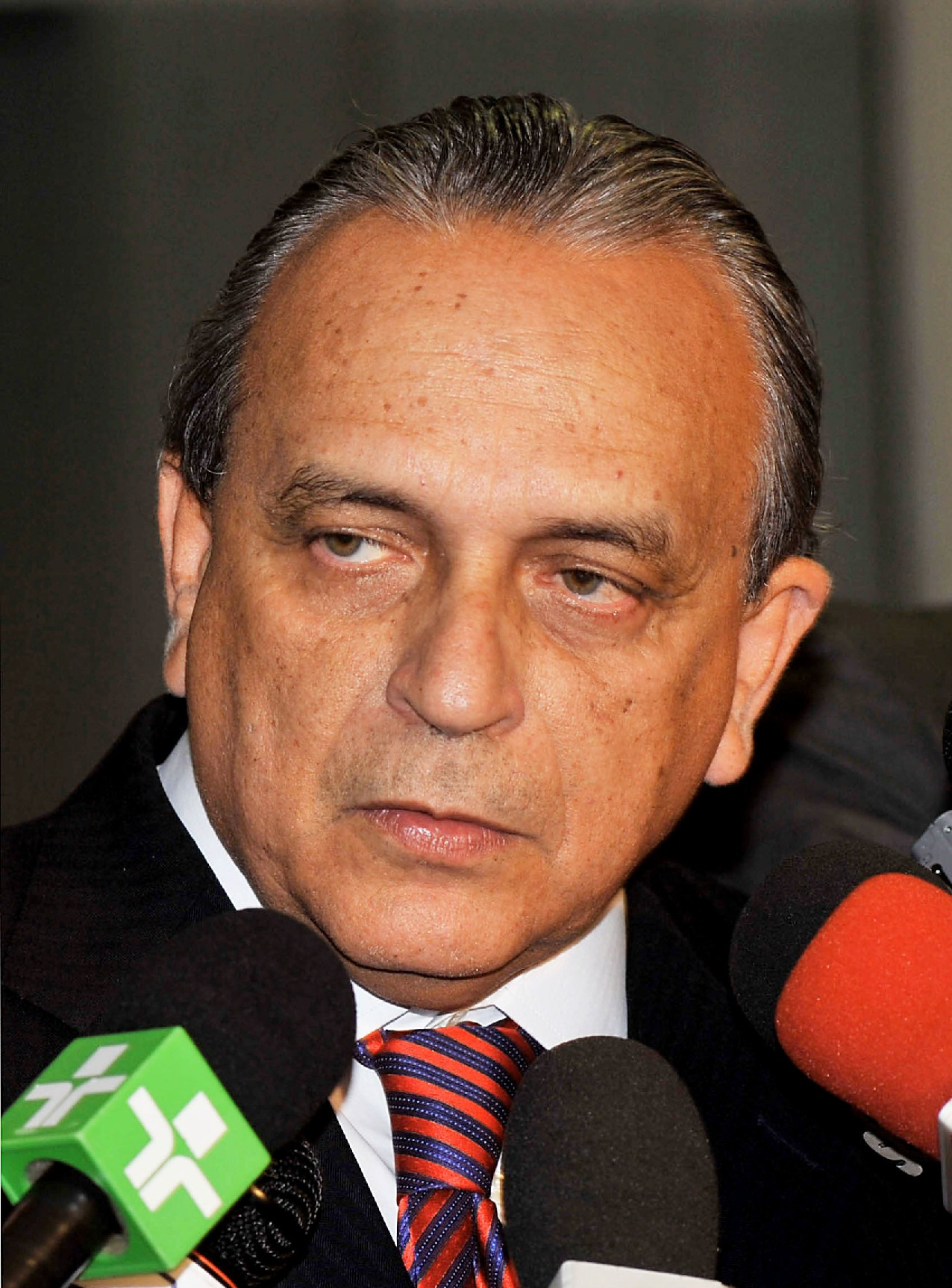
2009年的塞尔吉奥·格拉

塞尔吉奥·格拉（葡萄牙語：Severino Sérgio Estelita Guerra，1947年11月9日—2014年3月6日），是一名巴西经济学家和政治家。他曾经担任过巴西社会民主党主席，并担任伯南布哥州的助理参议员。
2014年3月6日，他因肺癌死于圣保罗，享年66岁。